# Ardeatino

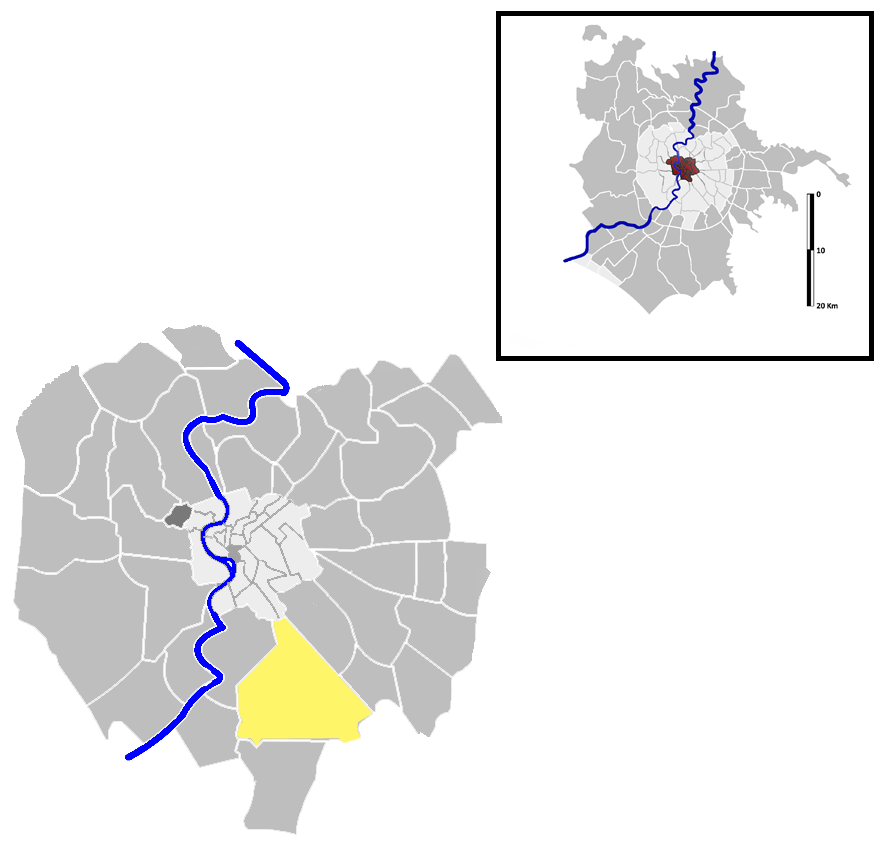
Localisation d'Ardeatino sur la carte administrative de Rome.

Ardeatino est un quartiere (quartier) situé au sud-est de Rome en Italie et prend son nom de la via Ardeatina qui le traverse. Il est désigné dans la nomenclature administrative par Q.XX et fait partie du Municipio I et VIII. Sa population est de 68 129 habitants répartis sur une superficie de 14,707 6 km2.

## Historique
En septembre 1943, le quartier fut le lieu d'intenses combats entre résistants et fascistes italiens. Le 24 mars 1944 eut lieu le massacre des Fosses ardéatines par les troupes d'occupation allemande.

## Lieux particuliers
- Via Ardeatina
- Basilique Saint-Sébastien-hors-les-Murs
- Catacombe de Domitilla
- Église Nostra Signora di Lourdes a Tor Marancia
- Abbaye de Tre Fontane
- l'Église Santa Maria Scala Coeli